# Редувіїди
Редувіїди, редувієві (Reduviidae) — всесвітньо поширена родина ряду напівтвердокрилих підряду справжніх клопів. Вона є однією з найбільших серед справжніх клопів — описано близько 7000 видів редувіїд. Майже всі вони є суходольними хижаками. Всебічним вивченням редувіїд займався київський ентомолог і еволюціоніст П. В. Пучков.

## Зовнішній вигляд
Довжина тіла редувії коливається від 2,5 до 50 мм. Воно звичайно дещо сплощене, колір має буруватих, чорнуватих, жовтуватих або рудуватих тонів. Самиці в середньому більші, ніж самці і мають ширше черевце.
Основні ознаки редувіїд:
- голова циліндрична, поздовжньо витягнута і зверху має поперечну борозенку, яка відокремлює тім'я з óчками (інколи óчок немає);
- хоботок трьохчлениковий, короткий, товстий, сильно вигнутий донизу і не прилягає знизу до голови;
- вусики тонкі, чотирьохчленикові і не коротші від половини тіла;
- передньоспинка звичайно із мозолястими підвищеннями;
- передньогрудка має посередині повздовжнє заглиблення із малесенькими гребінцями. Шкребучи по них кінчиком хоботка, клоп видає характерні звуки;
- отвори пахучих залоз на грудях зовні непомітні;
- ноги довгі, задні ноги завдовжки такі, як тулуб, або навіть більше;
- перетиночка надкрил при основі з двома комірками, від яких відходять 2–3 жилки.

## Спосіб життя
Майже усі редувіїди — хижаки (за винятком кровосисних видів). Звичайна їхня здобич — невеликі безхребетні (комахи, павуки, косарики, кліщі, псевдоскорпіони, багатоніжки, мокриці і т. ін.). Серед їхніх жертв можуть опинитись отруйні комахи (сонечка, бджоли, джмелі, клоп-солдатик, колорадський жук), яких побоюються їсти інші хижаки. Серед них чимало таких, що полюють уночі. Укол хоботка великих видів викликає біль у людини. Крізь хоботок клопа у тіло жертви потрапляє отруєна слина, яка вбиває або послаблює здобич. У слині є також ферменти, які починають перетравлення тіла здобичі. Деякі редувіїди харчуються яйцями комах і кров'ю хребетних.
Мешкають редувіїди на траві, деревах, поверхні ґрунту, деякі види — у гніздах птахів, норах гризунів, черепах, тенетах павуків, печерах і термітниках, попід каменями, колодами, під корою, окремі види — біля водойм. Є й синантропи, котрі знаходять притулочки в людських будівлях.
Невдовзі після окрилення і інтенсивного харчування клопи паруються. У деяких видів це відбувається в процесі роїння. Плодючість досягає 250 і навіть 439 яєць на одну самицю. Більшість редувіїд відкладає яйця відкрито і не турбується про долю нащадків. Хоча є й види, що охороняють кладку.
Ембріональний розвиток триває 8–20 днів. У помірних широтах є види з різними типами життєвого циклу: одне або два покоління на рік і зимують імаго, личинки або яйця; два покоління на рік і зимують або личинки, або на перший рік — личинки, на другий — дорослі клопи.

## Географічне поширення
Ця група найповніше представлена у тропіках, у цих же областях найбільше ендемічних видів. У Палеарктиці відомо 391 вид, у Неарктиці — 184, Афротропіці — 2391, Індо-Малайській області — 2234, Неотропіці — 1492, Австралійській області — 239 видів. У фауні України 29 видів редувіїд. Найбагатшою є фауна Гірського Криму (21 вид) і Степу (23 види).

## Класифікація
Загальновизнаної таксономічної структури родини не існує. Редувіїд поділяють на підродини, кількість яких у різних дослідників коливається від 13 до 29, а кількість родів перевищує 900. У фауні України представлені 19 родів:
| - Metasteinus - Ploiaria - Empicornis | - Stenolemus - Pygolampis - Oncocephalus | - Sastrapada - Vahiria - Nagusta | - Coranus - Rhynocoris - Sphedanolestes | - Caffistodema - Pirates - Ectomocoris | - Reduvius - Holotrichius - Pasira | - Phymata |

## Значення у природі та житті людини
Подібно до інших видів, редувіїди є невід'ємною ланкою природних екосистем, споживаючи інших комах, а також самі стаючи здобиччю тварин — хижаків та паразитів. Деякі люди мають підвищену чутливість до отрути редувіїд. Є кровосисні види, що завдають шкоди здоров'ю людини, оскільки переносять збудників небезпечних хвороб. Одна з найбільш небезпечних — хвороба Шагаса, від якої страждають мільйони жителів, головним чином, у Латинській Америці. Один з таких клопів — Triatoma sanguisuga. Разом з клопами схожої біології він вночі п'є кров, проколюючи шкіру сплячих людей там, де вона найтонша, часто-густо — на губах. Через це його називають «поцілуйним клопом».
Разом з тим, у сільськогосподарських угіддях ці клопи є важливими винищувачами шкідливих комах. Знищують вони також побутових шкідників — кімнатних мух, постільного клопа, шкіроїдів, кліщів. Між рослинами і редувіїдами часом виникають взаємовигідні стосунки: дерева створюють у своїй кроні ділянки, сприятливі для полювання клопів, які знищують комах, що шкодять рослинам.
Деградація природних ландшафтів скорочує ареали і чисельність деяких видів редувіїд. До Червоної книги України занесені два рідкісні види цієї родини: коранус сірий і онкоцефал кримський.

## Галерея

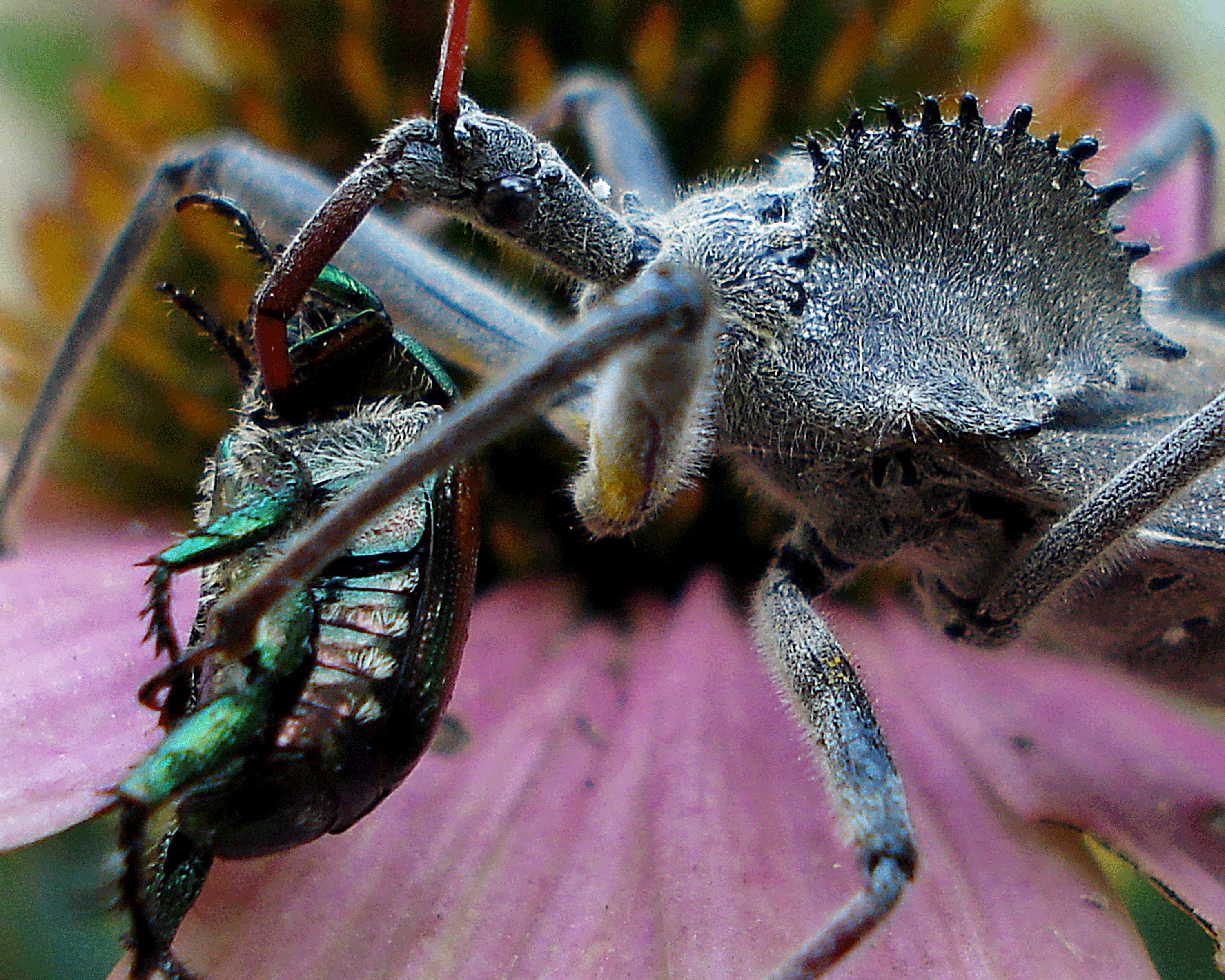
Хоботок хижого клопа Arilus cristatus Linaeus, 1763 здолав потужний панцир, яким вкрите тіло жука бронзівки, котра полюбляє харчуватися на квітах
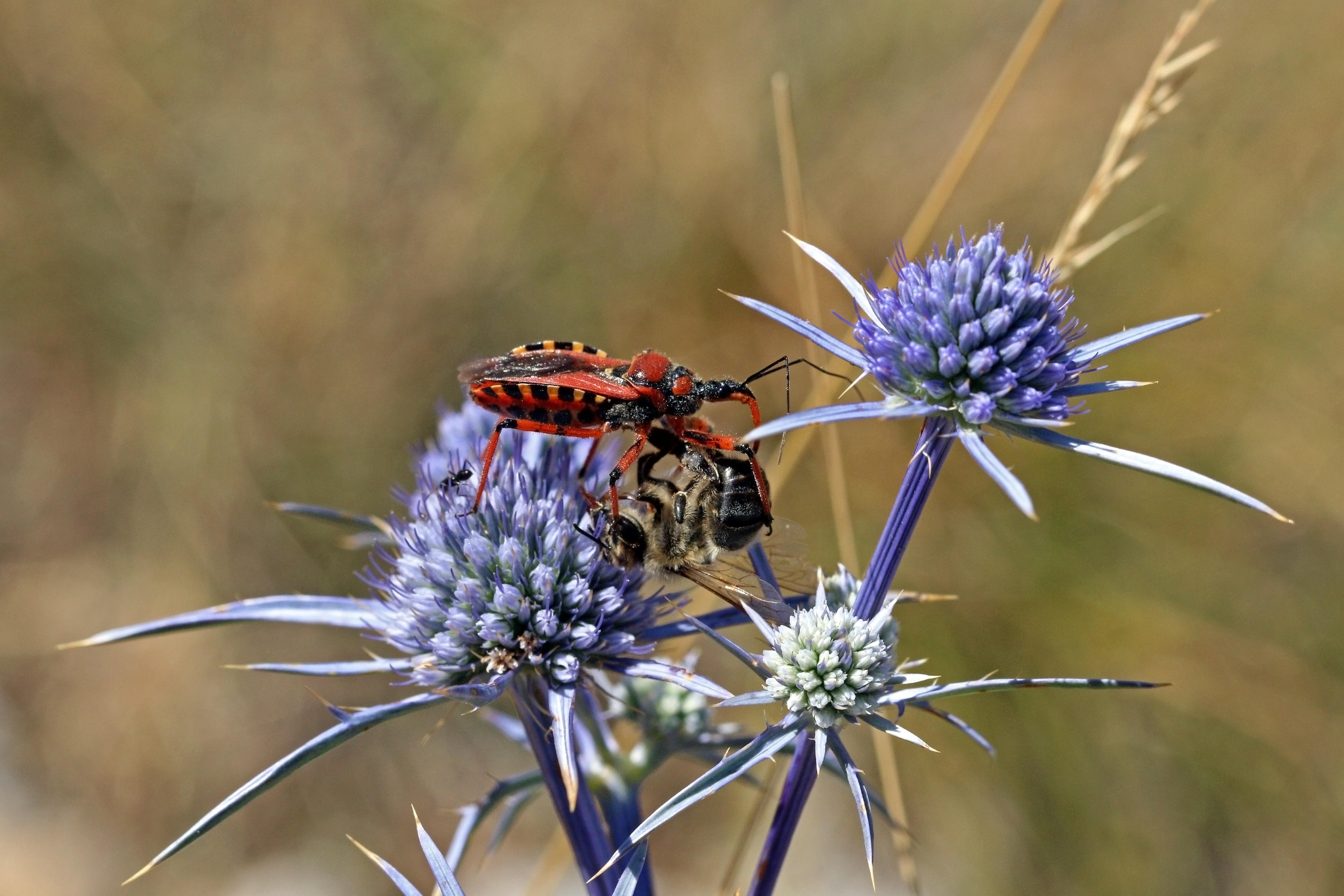
Подібно іншим редувіїдам, клоп Rhynocoris iracundus чатує на здобич біля квітів на високих стеблах. І бджола не встигла пустити в хід свій надійний захист - жало
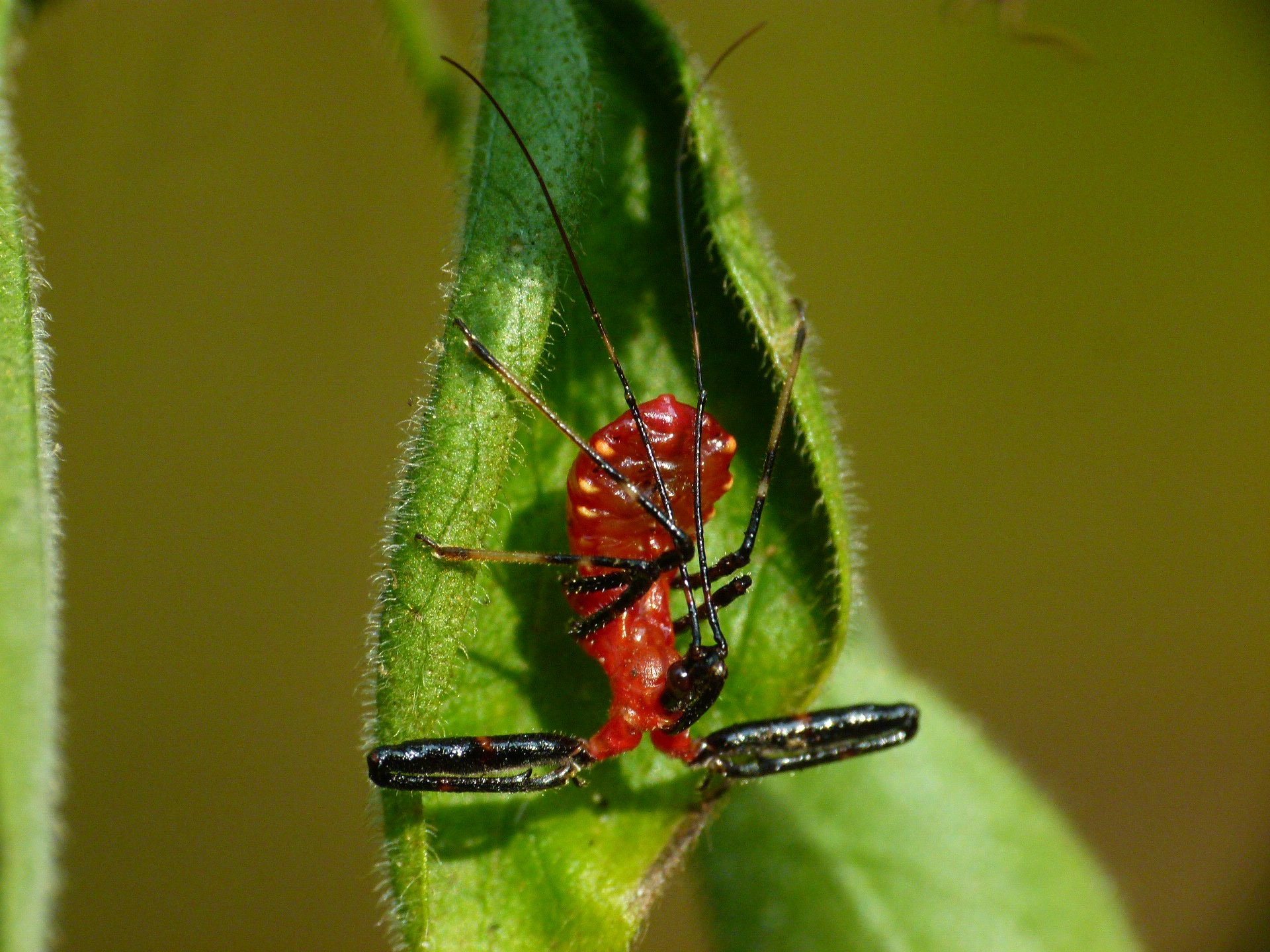
Довгі тонкі вуса-антени допомагають хижаку відчувати рухи здобичі на відстані від неї. Відсутність крил вказує, що перед нами личинка німфа клопа-редувіїди

Редувіїди, як правило, не наздоганяють здобич, а чатують на неї. При такому полюванні мисливцю важливо якомога довше лишатися непомітним.

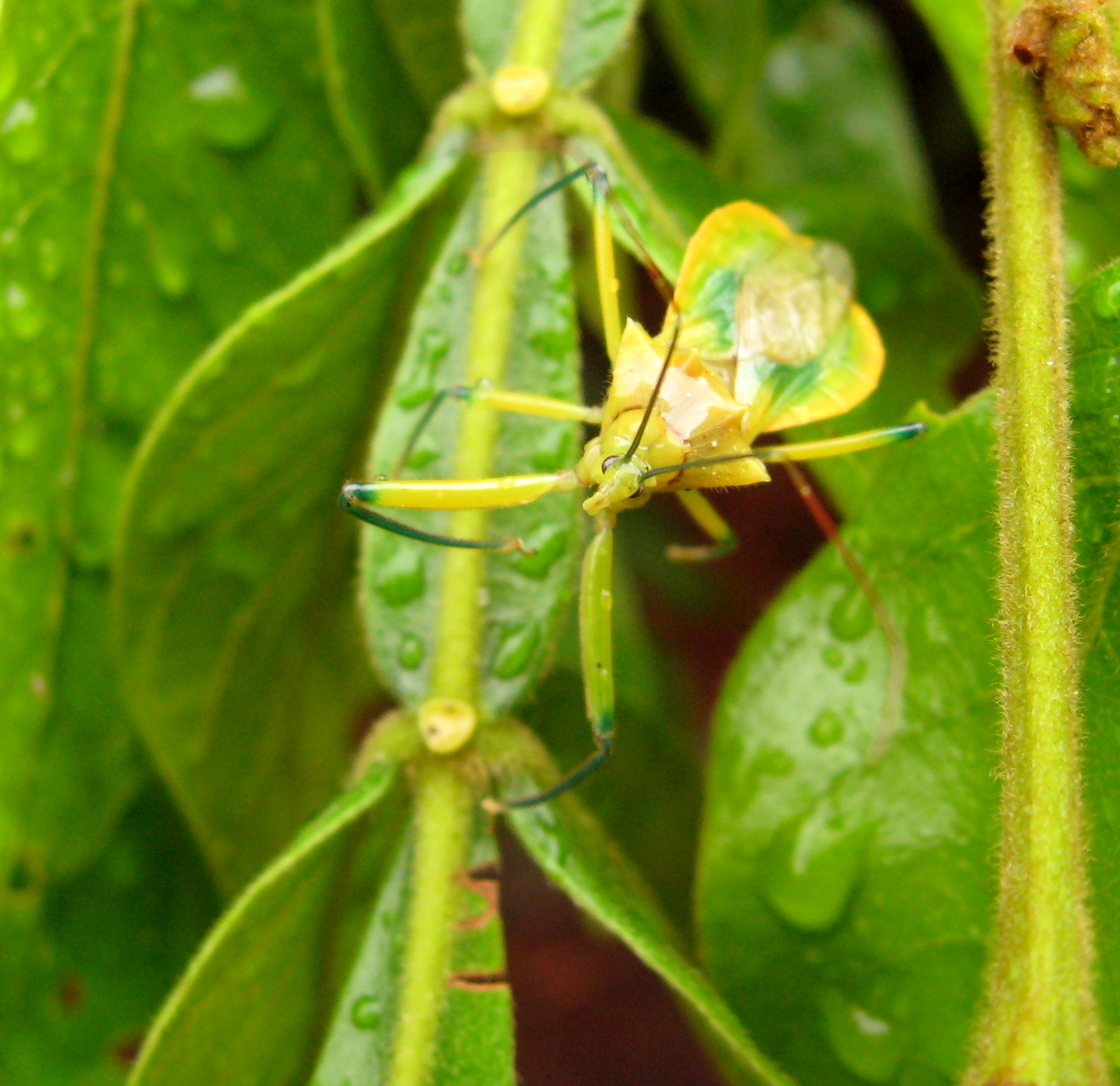
На тлі соковитої зелені забарвлення клопа допомагає йому не злякати жертву передчасно
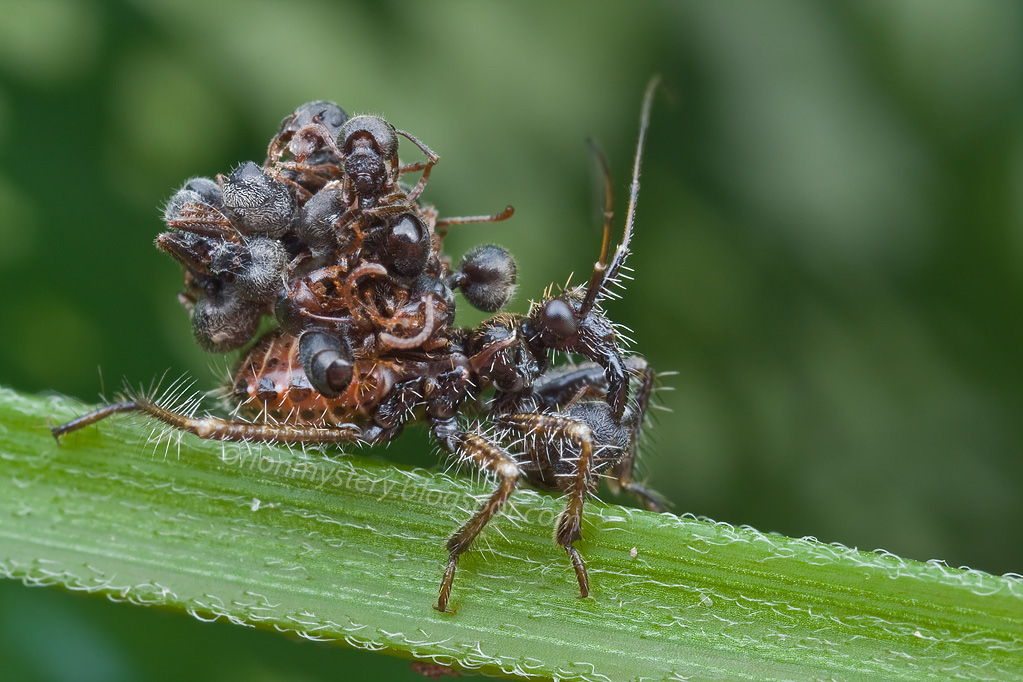
Редувіїд Acanthaspis petax харчується переважно мурашками. На фото він саме висмоктує чергову жертву. А її трупик вмостить собі на спину, серед інших. Непоганий камуфляж!
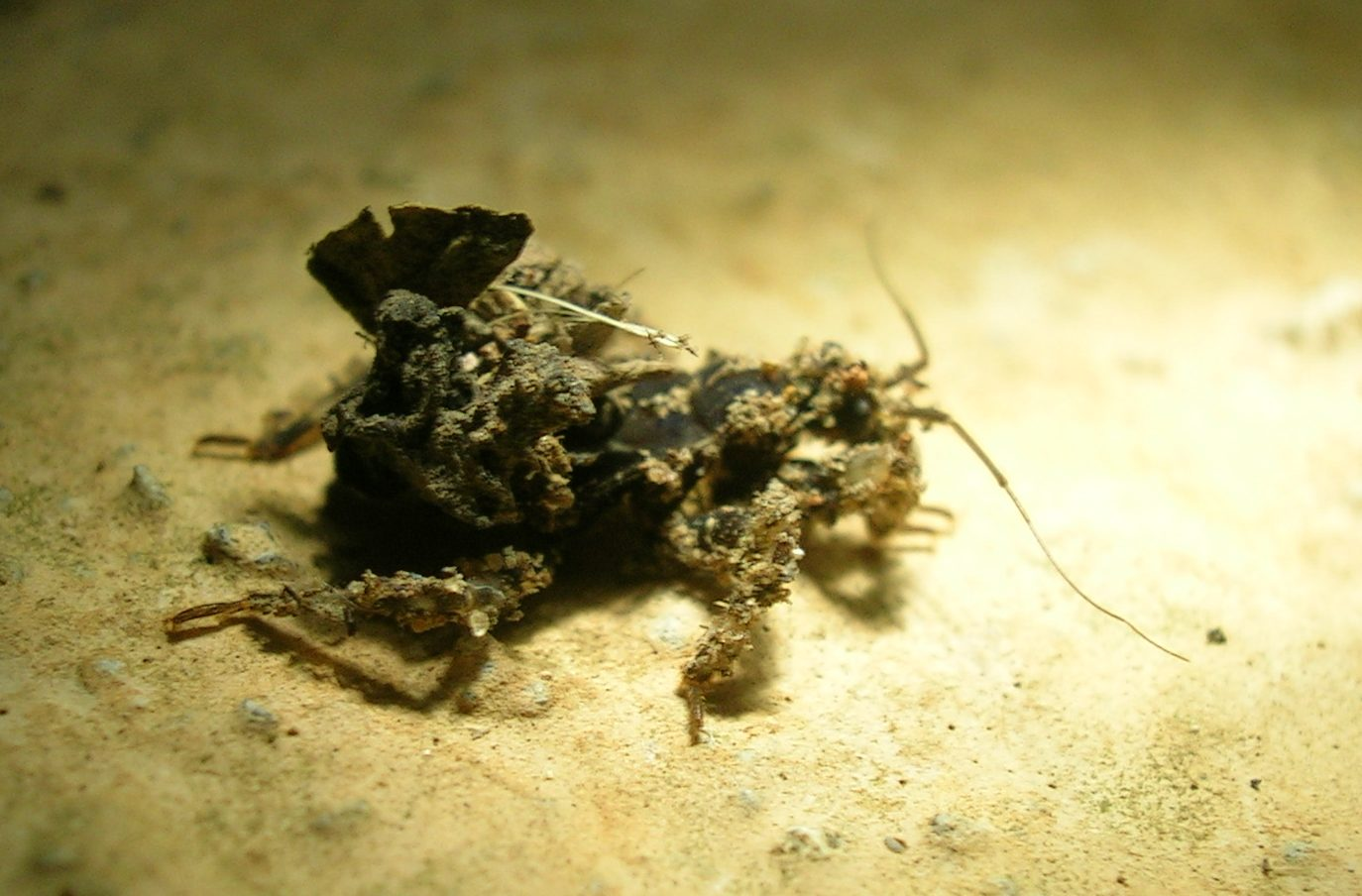
Ще один варіант маскування – вкрити себе грудочками пилу й бруду. Важко запідозріти у цьому скупченні живу   істоту - клопа Acanthaspis sp. з Бангалору, Індія